# 핀란드 삼부작
핀란드 삼부작(핀란드어: Suomi-trilogia 수오미 트릴로기아[*])은 아키 카우리스매키의 영화 세 편을 말한다. 삼부작이라지만 내용이 연결되는 것은 아니고 각자 독립적인 영화다. 실직, 무숙, 배제 등 핀란드 사회의 어두운 면들을 다루었다.
해당 영화들은 다음 세 편이다.
- 어둠은 걷히고(핀란드어: Kauas pilvet karkaavat 카우아스 필베트 카르카바트[*]; 1996년)
- 과거가 없는 남자(핀란드어: Mies vailla menneisyyttä 미에스 바일라 메네이쉬태[*]; 2002년)
- 황혼의 빛(핀란드어: Laitakaupungin valot 라이타카풍긴 발로트[*]; 2006년)